# Gekitó!! Stadium
A Gekitó!! Stadium, észak-amerikai címén Bad News Baseball baseball-videójáték, melyet a Tecmo fejlesztett és jelentetett meg, kizárólag Nintendo Entertainment System otthoni videójáték-konzolra. A játék 1989. december 15-én jelent meg Japánban, illetve 1990-ben Észak-Amerikában. A Gekitó!! Stadiumban a játékosok célja, hogy az összes csapatot legyőzzék, a játéknak addig nem szakad vége, amíg ez meg nem történik.

## Játékmenet

Képernyőkép a játék észak-amerikai kiadásából. Az Oakland az L.A. ellen üt

A játékhoz sem ligalicencet, sem játékosszövetség-licencet sem váltottak meg, így abban kitalált csapatok és játékosok szerepelnek. A játékban nincs szezonmód, ehelyett az egyjátékos mód célja, hogy a játékos az általa választott sorrendben, körmérkőzéses rendszerben legyőzze az összes csapatot. A győzelmeket és a vereségeket nem számolja a játék, a játékos addig folytathatja a játékot, amíg le nem győzi a többi csapatot. Ez ugyan azt jelenti, hogy a mérkőzéseknek nincs megszabott menetrendje, azonban a dobójátékosoknak van egy staminaszámuk, ami ha elfogy, akkor több mérkőzés kell, hogy visszatöltődjön. Ezzel a játék gyakorlatilag a dobójátékosok-rotációját próbálja szimulálni.
A játékban egy- vagy kétjátékos mérkőzésmód, nézőmód, illetve egy- vagy kétjátékos All-Star-játék mód is van. Az egyjátékos módban a játékosok minden lejátszott mérkőzés után kapnak egy jelszót, mellyel vissza lehet tölteni a legyőzött csapatok listáját és a dobójátékosok staminájának állását.
A játék menete nagyrészt az R.B.I. Baseballhoz hasonló, habár számos eltérés is van a kettő között. A bírók antropomorfikus nyulak, a baseballjátékosok elájulnak, ha kikényszerítik a bázisról őket vagy ha a labda eltalálja őket, illetve az olyan események, mint a hazafutások vagy a bázisokon történő közeli játékok gyermekorientáltabb animációkat kaptak. Ha a tizenkettedik játékrész végére egyik csapat sem tudott több futást szerezni mint a másik, akkor a mérkőzés a Nippon Professional Baseball szabályait követve döntetlennel zárul. A játék fejlettebb baseballtaktikákra is lehetőséget biztosít, így ütő- és futójátékosokat lehet becserélni, bázisokat lehet lopni, illetve négy különböző dobódobás is rendelkezésre áll és a baseballozók is eltérő képességekkel rendelkeznek. A játék két ligája közül egyik sem használja a kijelölt ütő szabályát, azonban a tízfutásos kegyelmi szabály mindkettőben érvényben van.
A Bad News Baseballban 12 csapat kapott helyet, mindegyik kitalált baseballozókkal van feltöltve. A játék japán kiadásában a csapatok a Nippon Professional Baseball 12 csapatát mintázzák, azonban az észak-amerikai változatban már Major League Baseball-válogatottakat másolnak. Példának okáért a japán verzió „Cats” nevű csapata a Hirosima Toyo Carpot mintázza, míg az észak-amerikai változat „Oakland” válogatottja az Oakland A’s-t, a játékban szereplő gárdák meze valós párjuk mezének színkombinációját idézi. A játékban a két liga All-Star-csapata is helyett kapott, ezeket a játékosok módosíthatják is.
A játékban lánycsapatokkal is lehet játszani. A lánymódban a csapatok neve ugyanaz marad, azonban a játékoskeretük teljesen megváltozik, ezzel gyakorlatilag 12 új csapatot alkotva.

## Fogadtatás
A játék Japánban megosztott kritikai fogadtatásban részesült. A Family Computer Magazine olvasói 18,60/30-as pontszámmal díjazták a játékot, a magazin szerkesztőinek összegzése szerint „Mindent egybevetve ez a játék hazafutás. Igazán üdítő érzést biztosít. […] A mérkőzések során megjelenő animestílusú grafika is feldobja a játékot.” A Famicom cúsin szerkesztői 25/40-es összpontszámot adtak a játékra.

## Fordítás
- Ez a szócikk részben vagy egészben  a   Bad News Baseball című angol Wikipédia-szócikk ezen változatának fordításán alapul.  Az eredeti cikk szerkesztőit annak laptörténete sorolja fel. Ez a jelzés csupán a megfogalmazás eredetét és a szerzői jogokat jelzi, nem szolgál a cikkben szereplő információk forrásmegjelöléseként.